# Eric Maskin
Eric Stark Maskin (New York, 12 december 1950) is een Amerikaans econoom. In 2007 won hij samen met Leonid Hurwicz en Roger Myerson de prijs van de Zweedse Rijksbank voor economie voor het leggen van de fundatie van de mechanisme design theorie. Hij is de Albert O. Hirschman Professor in Sociale Wetenschappen aan het Institute for Advanced Study, en een gastdocent met de titel van Professor aan de Princeton-universiteit.

## Biografie
Maskin werd geboren in een niet-religieuze Joodse familie. Hij groeide op in Alpine, New Jersey. Hij studeerde in 1968 af aan de Tenafly High School in Tenafly. Daarna ging hij naar de Harvard-universiteit, alwaar hij zijn Bachelor of Arts haalde in wiskunde, en zijn Ph.D. in toegepaste wiskunde.
Nadat hij zijn doctoraat had verkregen, ging Maskin in 1976 naar de Universiteit van Cambridge. Hij gaf van 1977 tot 1984 les aan het Massachusetts Institute of Technology, en van 1985 tot 2000 aan de Harvard-universiteit. In 1987 werd hij fellow van het St John's College in Cambridge. In 2000 vertrok hij naar het Institute for Advanced Study.
Maskin heeft gewerkt aan diverse gebieden van de economie, zoals de speltheorie en de contracttheorie. Hij is vooral bekend van zijn papers over het mechanisme design en dynamische spellen.